# Nikon D810

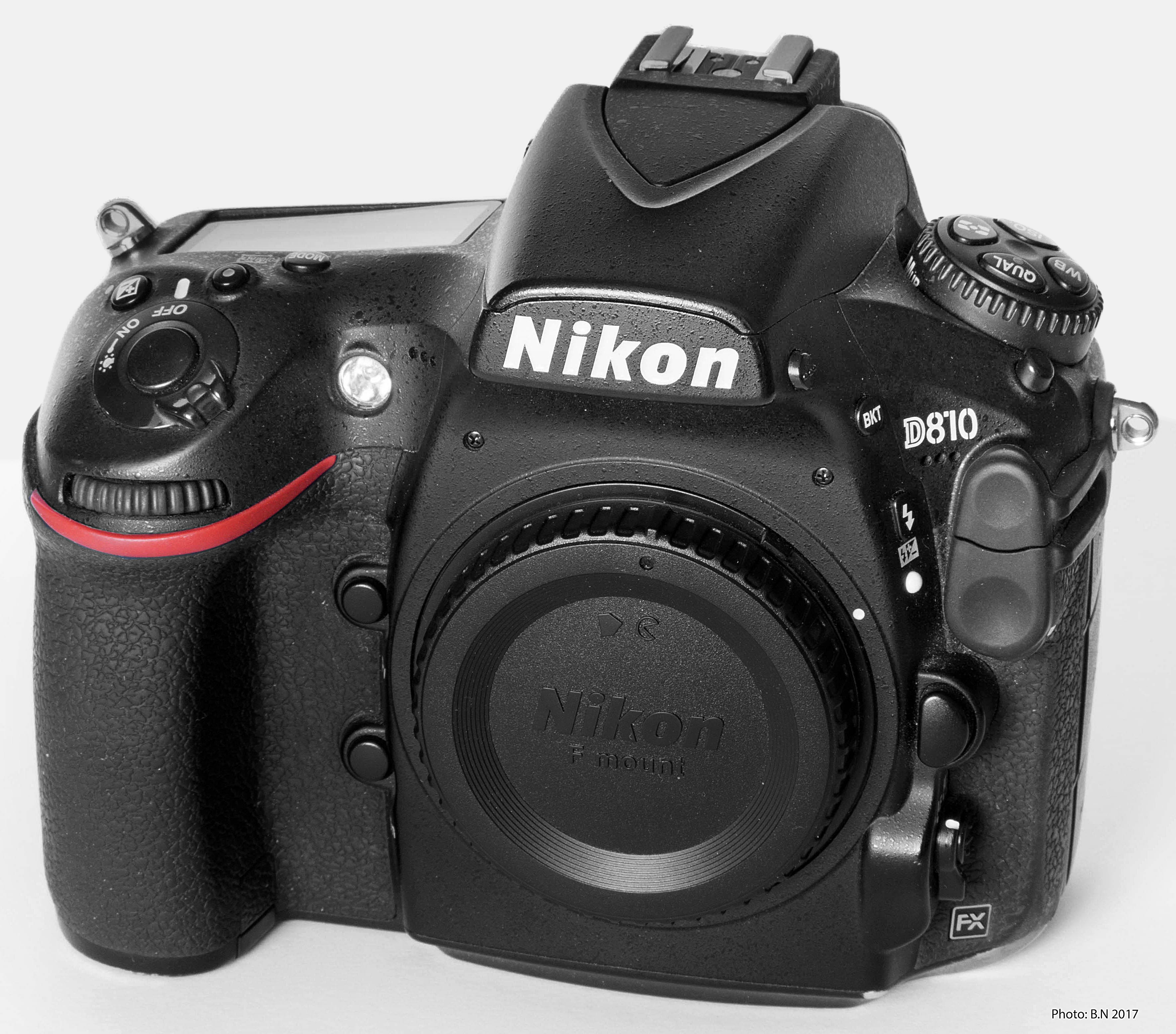
Máy ảnh Nikon D810

Nikon D810 là máy ảnh phản xạ ống kính đơn kỹ thuật số full-frame chuyên nghiệp có độ phân giải lên đến 36.3 megapixel do Nikon sản xuất. Chiếc máy được công bố chính thức vào tháng 6 năm 2014 và được phát hành vào tháng 7 năm 2014.
So với chiếc D800 / D800E trước đây  nó được trang bị một cảm biến hình ảnh với độ nhạy cơ bản ISO 64 và phạm vi của ISO được mở rộng từ 32 lên đến 51.200, sỡ hữu bộ xử lý Expeed với khả năng khử nhiễu lên đến 1 stop, tăng gấp đôi bộ đệm, tăng tốc độ khung hình và kéo dài tuổi thọ pin, hệ thống tự động lấy nét được nâng cấp - tương tự như chiếc D4S, khả năng quay video được cải tiến với khả năng quay 60 khung hình / giây ở độ phân giải 1080p và nhiều cải tiến về phần mềm khác.
D810 hiện giờ đã được thay thế bởi Nikon D850 tuy nhiên nó vẫn còn được sản xuất.

## Các tính năng
- Cảm biến Full-frame mới (35,9 × 24 mm) có độ phân giải lên đến 37,09 megapixel (36,3 hiệu quả) với dải ISO 64 - 12.800 (có thể được mở rộng từ 32 - 51.200) và không có bộ lọc thông thấp quang học (OLPF, bộ lọc khử răng cưa) [2]
  - Cải thiện khả năng nhận ánh sáng của các thấu kính
- Bộ vi xử lý 4 Nikon EXPEED được cải thiện với khả năng giảm nhiễu, Moire (răng cưa) giảm và tăng tuổi thọ pin tới 1200 ảnh hoặc 40 phút quay video mặc dù mạnh hơn bộ vi xử lý đời cũ đến 30% 
  - Kích thước bộ đệm gần gấp đôi bộ đệm trang bị trên D800 / D800E [3]
  - Tốc độ khung hình (ảnh) tăng đến 5 khung hình/giây trên dòng FX (Full-frame, và 7 khung hình/giây trên dòng DX). Có thể quay video với độ phân giải lên tới 1080p 60p / 50p khung hình / giây
  - Mã hóa video đồng thời trên đầu ghi ngoài (video không nén, HDMI sạch, lên tới 1080p60) và được nén trên thẻ nhớ
- Khả năng tự động lấy nét giống với D4S, cũng lấy nét theo chế độ Khu vực nhóm: sử dụng năm cảm biến AF cùng nhau. Có thể chuyển đổi nhận diện khuôn mặt với các cài đặt tùy chỉnh
- Đo sáng có trọng số nổi bật ngăn chặn các điểm cháy sáng hoặc thiếu sáng. Đồng thời hiển thị nổi bật với Zebra Stripes và đo sáng khẩu độ đầy đủ trong khi chụp live view và quay video
- Màn trập được làm từ composite Kevlar / sợi carbon làm giảm độ trễ, độ rung và nhiễu màn trập. Cơ chế Sequencer / Balancer được thiết kế lại cho các chế độ Im lặng và im lặng liên tiếp. 
  - Màn trập rèm điện tử làm giảm rung động và cho phép độ phân giải cao hơn
- Kính ngắm OLED
- Timelapse lên tới 9,999 khung hình, thêm vào đó là video timelapse. Timelapse / Interval Timer Exposure Smoothing
- Tùy chọn 'Điều khiển hình ảnh 2.0' có thể tùy chỉnh: Ảnh hưởng phẳng đến dải nhạy sáng (bảo toàn vùng sáng và tối), Độ rõ ảnh hưởng đến chi tiết. Các cài đặt khác ảnh hưởng đến phơi sáng, cân bằng trắng, độ sắc nét, độ sáng, độ bão hòa, màu sắc; cho phép các đường cong tùy chỉnh được tạo, chỉnh sửa, lưu, xuất và nhập
- Màn hình LCD VGA 3.2 inch 1229k điểm (RGBW, bốn chấm cho mỗi pixel: chấm trắng thêm) với chức năng" Thu phóng màn hình chia màn hình "
- USB 3.0, HDMI C (mini), giao diện 10 chân của Nikon và cổng tai nghe stereo mm / 1/8 1/8 3.5 mm + cổng micro âm thanh nổi 3.5 mm / 1/8 mm
- Khả năng chống bụi và nước "vượt trội" (theo công bố của Nikon) [4]

## Phụ kiện
- Máy truyền tín hiệu không dây Nikon WT-4 / WT-4A hoặc WT-5 / WT-5A (cũng là mạng UT-1) cho mạng WLAN. Giải pháp của bên thứ ba có sẵn.[5]
- khiển từ xa không dây của Nikon hoặc các giải pháp của bên thứ ba.[6]
- Nikon GP-1 hoặc Đơn vị GPS GP-1A cho GPS geotagging trực tiếp. Các sản phẩm của các hãng thứ ba gồm la bàn ba trục, bộ ghi dữ liệu, bluetooth và hỗ trợ sử dụng trong nhà từ Solmeta,[7] Dawn,[8] Easytag,[9] Foolography,[10] Gisteq [11] và Phottix.[12] Xem so sánh / đánh giá.[13][14][15]
- Grip của Nikon hoặc sản phẩm của bên thứ ba
- Các loại đèn flash Nikon hoặc đèn flash của bên thứ ba.[16] Cũng có thể dùng để điều khiển hệ thống đèn flash không dây Creative Lightning của Nikon.

Kích hoạt điều khiển flash radio bên thứ ba (không dây)
- Chụp liên kết với Nikon Camera Control Pro 2, các phần mềm của bên thứ ba hoặc phần mềm và ứng dụng nguồn mở
- Các phụ kiện khác của Nikon và các bên thứ ba, bao gồm vỏ và túi bảo vệ, bộ điều hợp thị kính và ống kính hiệu chỉnh và vỏ chụp dưới nước.
- Bộ dụng cụ hoạt hình của Nikon D810 [17] bao gồm AF-S VR Micro-NIKKOR 105mm f / 2.8G, phần mềm Dragonframe 3.5, bộ nguồn và cáp
- Bộ dụng cụ quay phim DSLR của Nikon D810 [18] bao gồm ba ống kính một tiêu cự nhanh, máy ghi HDMI cầm tay sử dụng codec "Pro",[19] nhưng không có khả năng lưu trữ video không nén,[20] Micrô âm thanh nổi ME-1, bộ lọc, pin và cáp

## Đón nhận
Tại thời điểm phát hành, Nikon D810 đã trở thành chiếc máy tiên phong về cảm biến hình ảnh theo đánh giá của Dxomark  trước khi Nikon D800E ra mắt và nhận được nhiều đánh giá.

## Tư vấn dịch vụ
Vào ngày 19 tháng 8 năm 2014, Nikon thừa nhận một số thông báo của người dùng  về những điểm sáng xuất hiện trong các bức ảnh phơi sáng dài, cũng như "trong một số hình ảnh được chụp ở cài đặt Vùng hình ảnh 1,2 × (30 × 20)". Những người sở hữu D810 đã được hãng yêu cầu truy cập một trang web để xác định xem máy ảnh của họ có thể bị ảnh hưởng hay không, dựa trên số sê-ri. Việc sửa chữa sẽ được thực hiện miễn phí bởi Nikon.  Nếu các điểm sáng vẫn xuất hiện trong ảnh sau khi bảo trì, Nikon khuyên bạn nên bật phơi sáng dài NR. Các sản phẩm đã được bảo dưỡng có một chấm đen bên trong ổ cắm chân máy.

## Máy ảnh Nikon D810A
Là một biến thể chuyên dùng để chụp ảnh thiên văn với bộ lọc hồng ngoại đặc biệt có khả năng đỏ đậm / gần hồng ngoại và với các tinh chỉnh phần mềm đặc biệt như chế độ phơi sáng dài lên đến 15 phút, chỉ báo đường chân trời ảo và phần mềm giảm nhiễu Astro đặc biệt đã được công bố vào ngày 10 tháng 2 năm 2015. Bộ lọc IR của D810A được tối ưu hóa cho H-alpha   (Hα) tông màu đỏ, dẫn đến độ nhạy cao gấp bốn lần so với D810 với độ dài bước sóng lên đến 656 nm. Tương tự như bên Canon, hai chiếc máy DSLR chuyên chụp thiên văn 20Da và 60Da có độ nhạy Hα lần lượt gấp 2.5 lần và 3 lần so với hai chiếc 20D/60D tiêu chuẩn. D810A cũng có 1,39 stop lợi thế do định dạng cảm biến hình ảnh lớn hơn – dẫn đến tốt hơn 2 stop lợi thế độ nhạy cho thời gian phơi sáng nhanh hơn bốn lần so với Canon 20Da / 60Da. 
 Mặc dù D810A có thể được sử dụng để chụp ảnh bình thường, do độ nhạy đỏ / gần hồng ngoại sâu, cân bằng trắng trong máy ảnh có thể bị lỗi trong trường hợp ánh sáng huỳnh quang hoặc các trường hợp khó với ánh sáng hồng ngoại rất mạnh – cần có bộ lọc hồng ngoại bên ngoài. Nikon đã xuất bản một hướng dẫn chụp ảnh thiên văn D810A khuyên bạn nên lấy nét trực tiếp với 23 ×   các khu vực được chọn mở rộng  và một bộ sưu tập hiển thị các hiệu ứng chủ yếu là nhỏ để tái tạo màu sắc trong các bức ảnh "bình thường".
Một đánh giá kết luận rằng nhiễu phơi sáng dài D810A là đặc biệt vượt trội so với D800E và các máy fullframe khác của Nikon và cho thấy hiệu ứng của độ nhạy H-alpha tăng lên. Cân bằng màu của ảnh "bình thường" có vẻ chính xác, ngoại trừ các vật thể tương đối nóng hơn với bức xạ hồng ngoại mạnh và tử ngoại khi hoàng hôn.